# Нови Рим
Нови Рим (грч. Νέα Ῥώμη, лат. Nova Roma) је име који је дао римски цар Константин Велики 330. године новом главном граду Римског царства на европској обали Босфора, такође познат до тада и као Византион или Константинопољ. Тај град је данас познат као Истанбул.
Константин је потпуно обновио град, дјелимично по узору на Рим. Имена овог града су још била „Нови, други Рим“,  (грч. Ἄλμα Ῥώμα), „Византијски Рим“ (грч. Βυζαντιάς Ῥώμη), „Источни Рим“ (грч. ἑῴα Ῥώμη) и Roma Constantinopolitana.
Појам Нови Рим је кориштен и у полемикама Истока и Запада, посебно након Великог раскола, када је кориштен од стране правосланих грчких писаца да би се нагласило ривалство са католичким Римом. Нови Рим је још увијек дио званичне титуле Васељенског патријарха.